# Robert Walter McElroy
Robert Walter McElroy (San Francisco, 5 febbraio 1954) è un cardinale e arcivescovo cattolico statunitense, dal 6 gennaio 2025 arcivescovo metropolita di Washington.

## Biografia
Robert Walter McElroy è nato a San Francisco, in California, il 5 febbraio 1954. È uno dei cinque figli di Walter e Roberta McElroy. È cresciuto nella contea di San Mateo.

### Formazione e ministero sacerdotale
Ha frequentato il seminario minore "San Giuseppe". Ha quindi ottenuto un Bachelor of Arts in storia presso l'Università di Harvard a Cambridge nel 1975 e il Master of Arts in storia presso l'Università di Stanford a Palo Alto nel 1976. Ha compiuto gli studi ecclesiastici presso il seminario "San Patrizio" di Menlo Park che ha concluso nel 1989 con un Master of Divinity. Nel 1985 ha ottenuto la licenza in teologia presso la Jesuit School of Theology dell'Università di Santa Clara in California con una tesi intitolata "Freedom for Faith: John Courtney Murray and the Constitutional Question, 1942-1954". L'anno successivo ha conseguito il dottorato in teologia morale presso la Pontificia Università Gregoriana a Roma con una dissertazione su "John Courtney Murray and the Secular Crisis: Foundations for an American Catholic Public Theology". Nel 1989 ha ottenuto il dottorato di ricerca in scienze politiche presso l'Università di Stanford a Palo Alto con una dissertazione su "Morality and American Foreign Policy : The Role of Moral Norms in International Affairs".
Il 12 aprile 1980 è stato ordinato presbitero per l'arcidiocesi di San Francisco dall'arcivescovo John Raphael Quinn nella cattedrale di Santa Maria Assunta a San Francisco. Poco dopo è stato nominato vicario parrocchiale della parrocchia di Santa Cecilia a San Francisco. Dal 1982 al 1985 è stato segretario personale dell'arcivescovo John Raphael Quinn.
Dal 1989 al 1995 è stato vicario parrocchiale della parrocchia di San Pio a Redwood City. Nel 1995 l'arcivescovo Quinn lo ha nominato vicario generale, incarico che ha mantenuto anche dopo l'ingresso in diocesi dell'arcivescovo William Joseph Levada fino al 1997. Nel 1996 papa Giovanni Paolo II lo ha nominato prelato d'onore di Sua Santità. Dal 1997 al 2010 è stato parroco della parrocchia di San Gregorio a San Mateo e membro del collegio dei consultori.
Da sacerdote ha scritto The Search for an American Public Theology: The Contribution of John Courtney Murray (Paulist Press, 1989) e Morality and American Foreign Policy: The Role of Ethics in International Affairs (Princeton University Press, 1992). Ha scritto quattro articoli per America, una rivista gesuita.
Nel 2005 ha pubblicato un saggio sulla negazione dell'Eucaristia ai funzionari pubblici a causa delle loro posizioni politiche. Ha criticato coloro che adottano quello che lui chiama "sanzioni per le posizioni" per la mancanza di "sollecitudine pastorale" e ha osservato l'espansione dei motivi di sanzioni dall'aborto all'eutanasia e ad altre questioni a seconda della diocesi. Ha messo in discussione la mancanza di chiarezza su quale comportamento innesca sanzioni e ha citato le occasioni in cui papa Giovanni Paolo II ha amministrato l'Eucaristia ai leader politici che hanno favorito l'aborto legalizzato. Propone che debba essere invocata la tradizionale "teologia dello scandalo" della Chiesa piuttosto che impiegare la pratica eucaristica come mezzo di disciplina. Ha avvertito che l'imposizione di sanzioni agli individui danneggia la Chiesa, che appare coercitiva e rafforza l'argomento dei sostenitori dell'aborto, secondo cui la Chiesa sta tentando di imporre le sue credenze religiose alla società in generale, minimizzando l'ampiezza dell'agenda sociale della Chiesa e tendendo a "dipingere la Chiesa come un attore partigiano nel sistema politico americano".
Ha insegnato etica al seminario "San Patrizio" ed è stato professore ospite di etica sociale all'Università di San Francisco nell'autunno del 2008.

### Ministero episcopale e cardinalato

#### Vescovo ausiliare di San Francisco
Il 6 luglio 2010 papa Benedetto XVI lo ha nominato vescovo ausiliare di San Francisco e titolare di Gemelle di Bizacena. Ha ricevuto l'ordinazione episcopale il 7 settembre successivo dall'arcivescovo metropolita di San Francisco George Hugh Niederauer, co-consacranti l'arcivescovo emerito John Raphael Quinn e il vescovo di Salt Lake City John Charles Wester. Ha prestato servizio come vicario episcopale per la vita e lo sviluppo della parrocchia.
Nell'aprile del 2012 ha compiuto la visita ad limina.
Scrivendo su America nel 2014, ha sostenuto che l'enfasi di papa Francesco sulla disuguaglianza nell'insegnamento sociale cattolico:

#### Vescovo di San Diego
Il 3 marzo 2015 papa Francesco lo ha nominato vescovo di San Diego. La diocesi serve circa un milione di cattolici a San Diego e nella contea di Imperial. Ha preso possesso della diocesi il 15 aprile successivo con una messa nella chiesa di Santa Teresa del Carmelo.
McElroy è attualmente vicepresidente della Conferenza episcopale californiana e fa parte del comitato amministrativo, del comitato ecumenico, del comitato per la giustizia interna e del comitato per gli affari internazionali della Conferenza dei vescovi cattolici degli Stati Uniti.
Il 29 maggio 2022, al termine del Regina Caeli, papa Francesco ha annunciato la sua creazione a cardinale; nel concistoro del 27 agosto seguente lo ha creato cardinale presbitero di San Frumenzio ai Prati Fiscali. Il 23 aprile 2023 ha preso possesso del titolo cardinalizio.

#### Arcivescovo metropolita di Washington
Il 6 gennaio 2025 papa Francesco lo ha nominato arcivescovo metropolita di Washington; è succeduto al cardinale Wilton Daniel Gregory, dimessosi per raggiunti limiti di età. Ha preso possesso dell'arcidiocesi l'11 marzo successivo.
Il 7 e 8 maggio 2025 ha partecipato come cardinale elettore al conclave che ha portato all'elezione di papa Leone XIV.

## Stemma

Stemma di Vescovo di San Diego 2015-2022

Stemma Vescovo di San Diego di Cardinale 2022-2025

Stemma Archbishop of Washington 2025

## Posizioni teologiche, morali, sociali e su temi politici
McElroy è ampiamente considerato un sostenitore delle politiche progressiste di papa Francesco.
Ha scritto frequentemente e ampiamente sulla disuguaglianza sociale e sulla missione di giustizia sociale della Chiesa. Nella sua prima apparizione pubblica a San Diego si è impegnato a difendere la causa dei senzatetto, a sostenere una riforma globale dell'immigrazione e a vietare a chiunque abbia abusato di minori di prestare servizio nel clero o di avere altri impieghi nella diocesi.
In una discussione per la formazione del documento del 2015 "Forming consciences for faithful citizenship" della Conferenza episcopale statunitense, McElroy ha sostenuto che il documento si concentrasse eccessivamente sull'aborto e l'eutanasia. Ha detto che "accanto alle questioni dell'aborto e dell'eutanasia, che sono questioni centrali nel nostro sforzo di trasformare questo mondo, anche la povertà e il degrado della terra sono centrali. Ma questo documento mantiene la struttura della visione del mondo del 2007. Prende posizione contro l'aborto e dell'eutanasia ed esclude la povertà e l'ambiente". Ha quindi chiesto che fosse riscritto per intero. È stato riferito che i suoi commenti hanno visibilmente irritato il cardinale Daniel DiNardo, che allora era vicepresidente della Conferenza episcopale e che in seguito ne è divenuto presidente.
In un discorso tenuto il 17 febbraio 2016 McElroy ha invitato i cattolici "a riconoscere e affrontare la brutta ondata del bigottismo anti-islamico" negli Stati Uniti. Ha denunciato come "ripetute falsità" le affermazioni secondo le quali l'Islam sarebbe una religione violenta e ha confrontato queste accuse con l'anticattolicesimo diffuso nel paese nel XIX secolo.
McElroy, come la maggior parte dei membri della gerarchia ecclesiastica, tra cui papa Francesco e la Conferenza episcopale, si è opposto ai piani del presidente americano Donald Trump di costruire un muro lungo il confine tra il Messico e gli Stati Uniti d'America per limitare l'immigrazione clandestina. Nel marzo del 2018 Trump ha visitato la California per ispezionare i prototipi del muro. Dopo la visita, McElroy ha dichiarato: "È un giorno triste per il nostro paese quando scambiamo il simbolismo maestoso e pieno di speranza della Statua della Libertà con un muro inefficace e grottesco, che mostra e infiamma le divisioni etniche e culturali che a lungo hanno fatto parte della nostra storia nazionale".
Durante un incontro del 2018, alcuni cattolici laici hanno chiesto a McElroy di un uomo apertamente gay, Aaron Bianco, che lavorava nella parrocchia di San Giovanni Evangelista. In risposta a una delle loro domande, McElroy ha detto: "Se la Chiesa eliminasse tutti gli impiegati che non stanno vivendo gli insegnamenti della Chiesa nella sua pienezza, impiegheremmo solo angeli".
Nel 2016 McElroy ha ricevuto una lettera dallo psicoterapeuta ed esperto di abusi sessuali Richard Sipe che parlava di presunte cattive condotte sessuali da parte del cardinale Theodore Edgar McCarrick. In una precedente discussione, aveva chiesto a Sipe qualsiasi materiale di conferma a sostegno delle sue accuse. Il vescovo ha affermato: "Ho chiesto se poteva condividere queste informazioni con me, soprattutto perché alcune delle sue accuse riguardavano persone ancora attive nella vita della Chiesa. Il dottor Sipe ha detto che gli era proibito condividere specifiche informazioni documentali che confermassero le sue affermazioni. [...] Il dottor Sipe ha dato molti contributi significativi alla comprensione delle dimensioni dell'abuso sessuale del clero negli Stati Uniti e all'assistenza delle vittime. I limiti alla sua volontà di condividere informazioni corroboranti hanno però reso impossibile sapere cosa fosse reale e cosa chiacchiere".
Le presunte azioni di McCarrick sono diventate di dominio pubblico nel giugno del 2018 ed è stato rimosso dal ministero pubblico dopo che un'accusa è stata ritenuta credibile dalla Santa Sede.

## Genealogia episcopale e successione apostolica
La genealogia episcopale è:
- Cardinale Scipione Rebiba
- Cardinale Giulio Antonio Santori
- Cardinale Girolamo Bernerio, O.P.
- Arcivescovo Galeazzo Sanvitale
- Cardinale Ludovico Ludovisi
- Cardinale Luigi Caetani
- Cardinale Ulderico Carpegna
- Cardinale Paluzzo Paluzzi Altieri degli Albertoni
- Cardinale Gaspare Carpegna
- Cardinale Fabrizio Paolucci
- Cardinale Francesco Barberini
- Cardinale Annibale Albani
- Cardinale Federico Marcello Lante Montefeltro della Rovere
- Vescovo Charles Walmesley, O.S.B.
- Arcivescovo John Carroll, S.I.
- Cardinale Jean-Louis Anne Madelain Lefebvre de Cheverus
- Arcivescovo Ambrose Maréchal, P.S.S.
- Vescovo John Dubois, P.S.S.
- Arcivescovo John Joseph Hughes
- Cardinale John McCloskey
- Arcivescovo Michael Augustine Corrigan
- Cardinale John Murphy Farley
- Cardinale Patrick Joseph Hayes
- Arcivescovo John Joseph Mitty
- Vescovo Hugh Aloysius Donohoe
- Cardinale Roger Michael Mahony
- Arcivescovo George Hugh Niederauer
- Cardinale Robert Walter McElroy

La successione apostolica è:
- Vescovo John Patrick Dolan (2017)
- Vescovo Ramon Bejarano (2020)
- Vescovo Michael (Micae) Phạm Minh Cường (2023)
- Vescovo Felipe Pulido (2023)